# Assedio di Oldenzaal (1597)
L'assedio di Oldenzaal, detto anche primo assedio di Oldenzaal, fu un assedio combattuto presso la città di Oldenzaal (attuali Paesi Bassi) dal 20 al 23 ottobre 1597, nell'ambito della guerra degli ottant'anni. La città si arrese alle preponderati forze anglo-olandesi. L'assedio fece parte della campagna dei Dieci anni di gloria contro gli spagnoli.

## Antefatto
Nel 1597 Maurizio aveva lanciato un'offensiva di notevole successo nella parte orientale dei Paesi Bassi. Già prima aveva conquistato diverse città dell'area come Rheinberg, Meurs, Groenlo e Bredevoort. Gli ultimi due assedi portarono alla cattura di Bredevoort ed al saccheggio della città. Maurizio d'Orange poi si portò verso la città di Enschede, la cui presa avvenne poco dopo.
Il principe d'Orange quindi divise le sue forze per completare simultaneamente la conquista delle città di Oldenzaal e Ootmarsum: il capitano Van Duivenvoorde venne inviato con una parte di soldati inglesi e scozzesi comandati da Nicholas Parker da Enschede e Ootmarsum che si arrese anch'essa. Maurizio assieme al cugino (e cognato) Guglielmo Luigi di Nassau-Dillenburg, si spostò nel frattempo i suoi 4000 uomini col resto delle truppe inglesi comandate da Horace Vere.
Dal 1572 Oldenzaal si trovava nelle mani degli spagnoli che avevano provveduto a fortificarne le mura con sei bastioni, un fossato e un muro difensivo che però doveva ancora essere completato.

## L'assedio e le conseguenze
La città era difesa da sei compagnie con circa 400 uomini al comando del governatore Frederick Boymer. A disposizione gli spagnoli avevano un solo cannone di notevole portata e sapevano di poter fare ben poco contro le truppe di Maurizio che si erano già accampate a nord di Oldenzaal.
L'assedio incominciò poco dopo ma la città rispose violentemente sin dall'inizio scostando gli assedianti dalle loro opere ingegneristiche per attaccare le mura. La ritirata degli anglo-olandesi fu solo temporanea e la guarnigione spagnola, realizzando di essere in netta minoranza, iniziò a negoziare una resa onorevole. L'esercito spagnolo ottenne di poter uscire illeso e con i pieni onori militari dalla città e di portarsi in sicurezza a Lingen, mentre le truppe di Maurizio d'Orange entravano dai cancelli principali della città.
Dopo aver assediato Oldenzaal e Ootmarusm le forze olandesi si riunirono e marciarono insieme verso Lingen e catturarono la città.
Nel 1605 Ambrogio Spinola assediò la città e la conquistò per gli spagnoli ma questa venne nuovamente riconquistata nel 1626 da Federico Enrico d'Orange, rimanendo definitivamente nelle mani degli olandesi.